# S.Z. Sakall

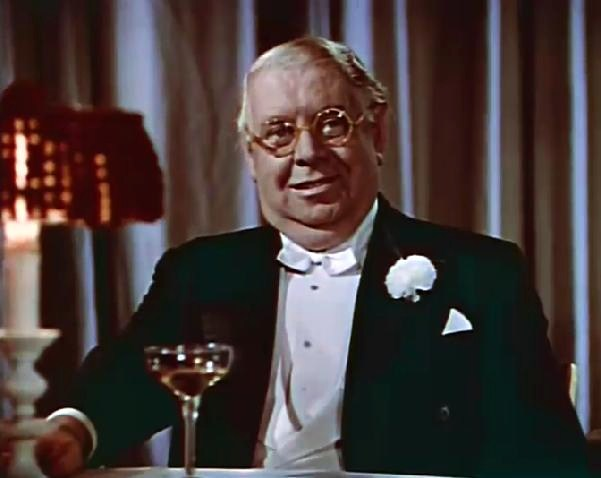
S. Z. Sakall într-o scenă din filmul Idilă în largul mării

Jakab Grünwald pe numele de scenă Szőke Szakáll (Barbă Blondă), de asemenea Gärtner Sándor sau Gerő Jenő iar în filmele din Hollywood ca S.Z. Sakall sau S. Z. "Cuddles" (născut la 2 februarie 1883 – d. 12 februarie 1955) a fost un autor de cabaret și actor maghiar, care și-a continuat după Ungaria activitatea în Austria, Germania iar după 1938 în Statele Unite ale Americii.

## Filmografie parțială
- 1916 Az újszülött apa (Ungaria)
- 1916 Suszterherceg (Ungaria)
- 1917 A dollárnéni, regia Lajos Lázár (Ungaria)
- 1926 Wenn das Herz der Jugend spricht, regia Fred Sauer (Germania)
- 1926 Der Herr des Todes, regia Hans Steinhoff
- 1927 Familientag im Hause Prellstein, regia Hans Steinhoff
- 1928 Rutschbahn, regia Richard Eichberg
- 1929 Großstadtschmetterling, regia Richard Eichberg
- 1929 Wer wird denn weinen, wenn man auseinandergeht, regia Richard Eichberg
- 1930 Zwei Herzen im Dreiviertel-Takt, regia Géza von Bolváry
- 1930 Ihre Majestät die Liebe
- 1931 Kopfüber ins Glück
- 1931 Die Faschingsfee
- 1931 Ich heirate meinen Mann
- 1931 Der Stumme von Portici
- 1931 Der Zinker
- 1932 Melodie der Liebe
- 1932 Gräfin Mariza
- 1932 Eine Stadt steht kopf
- 1933 Abenteuer am Lido
- 1933 Eine Frau wie Du
- 1933 Großfürstin Alexandra
- 1933 Der Pampa-Stier (A pampák bikája)
- 1933 Der Liebesfotograf (Tokajerglut)
- 1933 Când ești tânăr, lumea este a ta (Wenn du jung bist, gehört dir die Welt), regia Henry Oebels-Oebström și Richard Oswald
- 1934 Ende schlecht, alles gut
- 1934 Bretter, die die Welt bedeuten
- 1935 Bitte recht freundlich (Barátságos arcot kérek!)
- 1935 Tagebuch der Geliebten
- 1935 4½ Musketiere
- 1936 Fräulein Lilli
- 1937 The Lilac Domino
- 1940 It’s a Date
- 1940 Spring Parade
- 1941 Carioca (That Night in Rio)
- 1941 Mary und der Millionär (The Devil and Miss Jones)
- 1941 Die merkwürdige Zähmung der Gangsterbraut Sugarpuss (Ball of Fire), regia Howard Hawks
- 1942 Yankee Doodle Dandy, regia Michael Curtiz
- 1942 Sieben junge Herzen (Seven Sweethearts)
- 1942 Casablanca, regia Michael Curtiz
- 1943 Thank Your Lucky Stars
- 1945 Wonder Man
- 1945 Crăciun în Connecticut (Christmas in Connecticut), regia Peter Godfrey
- 1943 Und das Leben geht weiter (The Human Comedy)
- 1943 Thank Your Lucky Stars, regia David Butler
- 1944 Hollywood Canteen, regia Delmer Daves (cameo)
- 1945 Der Wundermann (Wonder Man)
- 1945 Ein Mann der Tat (San Antonio)
- 1945 Dolly Sisters (The Dolly Sisters)
- 1946 Never Say Goodbye, regia James V. Kern
- 1946 Der Himmel voller Geigen (The Time, the Place and the Girl)
- 1947 Cynthia
- 1948 Idilă în largul mării (Romance on the High Seas), regia Michael Curtiz și Busby Berkeley
- 1949 Mein Traum bist du (My Dream Is Yours)
- 1949 Stern vom Broadway (Look for the Silver Lining), regia David Butler
- 1949 Damals im Sommer (In the Good Old Summertime), regia Robert Z. Leonard
- 1949 Judy erobert Hollywood (It’s a Great Feeling)
- 1950 Montana, regia Ray Enright
- 1950 Ceai în doi (Tea for Two), regia David Butler
- 1951 Painting the Clouds with Sunshine
- 1951 Ein Fremder kam nach Arizona (Sugarfoot)
- 1951 Das Wiegenlied vom Broadway (The Lullaby of Broadway), regia David Butler
- 1954 Heidelbergul de altădată (Alt-Heidelberg / The Student Prince), regia Richard Thorpe